# 里卡布德奥
里卡布德奥（Rikhabdeo），是印度拉贾斯坦邦Udaipur县的一个城镇。总人口8023（2001年）。

## 人口
该地2001年总人口8023人，其中男性4192人，女性3831人；0—6岁人口1148人，其中男619人，女529人；识字率76.36%，其中男性为82.13%，女性为70.03%。